# Donde hay violencia, no hay culpa

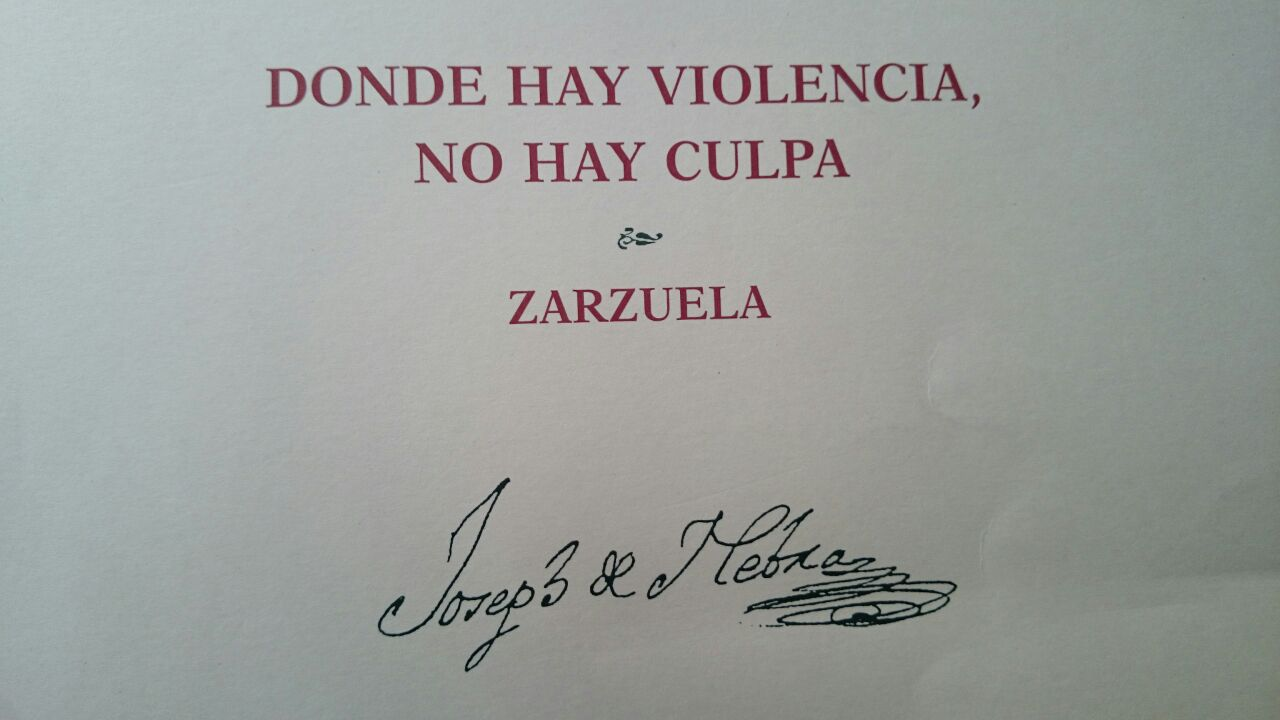
Donde hay violencia, no hay culpa de José de Nebra.

Donde hay violencia, no hay culpa es una zarzuela de dos actos compuesta por el aragonés José de Nebra (1702-1768), en el año 1744, sin una fecha exacta aún descubierta, junto con obras dignas de renombre como Vendado es amor, no es ciego y No todo indicio es verdad. Podemos encontrar la partitura en el archivo de las Catedrales de Zaragoza y el libreto, escrito por el censor de comedias Nicolás González Martínez, en la Biblioteca Nacional de España.
José de Nebra llegó a ser un compositor muy relevante en esta época para la ciudad madrileña gracias a su capacidad para adaptarse al gusto musical y por recoger elementos tradicionales y, a su vez, novedosos en sus obras. Es por ello que consiguió gran prestigio en tan poco tiempo.

## Historia
El libreto manuscrito conservado en la BNE confirma que fue representada en el palacio del Duque de Medinaceli en 1744. En esta época los nobles tenían por costumbre representar en sus teatros particulares las obras que encargaban con el objetivo de celebrar un acontecimiento o para disfrutar de una reunión familiar.

## Argumento
Para esta obra, el libretista Nicolás González Martínez tuvo en mente los orígenes legendarios de la historia de Roma. De esta forma, la zarzuela narra el episodio del crimen causado por Sexto Tarquino, hijo del rey, en Lucrecia, la matrona romana, causando su deshonra y su suicidio final. 
Sexto, cegado por el deseo hacia Lucrecia, viola a la matrona, la cual acaba suicidándose. Esta muerte desencadena la búsqueda de venganza por parte de su marido Colatino. Ayudado, pues, por intachables patricios romanos, combate contra los Tarquinos y libera a Roma de sus imperfecciones. Mientras, se sucede el pacto entre romanos y rútulos y alianzas matrimoniales donde entran en escena los personajes secundarios (el rey, Lelio, Silvia, Valerio, Octavia y Tulia) y los cómicos (Laureta y Corbín) dando un sentido completo al drama.

## Personajes
Consta de un número reducido de personajes: cinco femeninos y seis masculinos, de los cuales sólo cuatro representan y cantan.
| Personajes | Rol                    | Voz     |
| ---------- | ---------------------- | ------- |
| TARQUINO   | Rey barba              |         |
| LELIO      | Rey de los rútulos     |         |
| LUCRECIA   | Dama romana            | Soprano |
| SILVIA     | Princesa romana        |         |
| SEXTO      | Príncipe               |         |
| VALERIO    | Galán                  |         |
| OCTAVIA    | Hermana de Lelio       | Soprano |
| LAURETA    | Confidente de Lucrecia | Soprano |
| COLATINO   | Joven galán            |         |
| CORVÍN     | Criado                 |         |
| TULIA      | Hermana de Colatino    | Soprano |
|            | Soldados               |         |

## Estructura de la obra
ACTO I
Se inicia la obra con la celebración de la victoria de los romanos y con una primera escena en la que Sexto intenta seducir a Lucrecia. La trama se empieza a complicar con la aparición de los personajes Colatino, Valerio, Lelio y Octavia. El primero se da cuenta del sufrimiento de Lucrecia aunque no sabe las causas. 
En ese mismo momento, los reyes de Roma y de los rútulos establecen unos matrimonios de conveniencia en los que Lelio debe casarse con Silvia, la hija del rey y Sexto con Octavia para firmar la paz entre las naciones. Este hecho conforma el típico problema amoroso de las zarzuelas u óperas en general: Tulia, quien ha roto con Sexto, se siente rechazada y Octavia, a su vez, que ama a Valerio, tiene que actuar en contra de sus sentimientos cumpliendo el matrimonio concertado. Los únicos amantes triunfadores son Silvia y Lelio.
Es una primera jornada que nos ayuda a introducirnos en los pensamientos y preocupaciones de cada personaje, desarrollando su personalidad y cómo son personajes puramente humanos. Lucrecia, pese a las amenazas de Sexto, rechaza con violencia sus pretensiones. Mientras, Tulia siente un deseo de venganza por el rechazo constante de Sexto y Colatino busca enfrentarse con el hijo del rey, aunque antes tiene que rendir cuentas con su lealtad a la corona y su honor.
ACTO II
Se preparan las bodas. En ese momento los protagonistas pasean por el jardín en el cual Sexto reitera sus intentos con Lucrecia y Colatino ya busca un enfrentamiento con él. También, Tulia y Octavia sufren por el desprecio y engaño por parte de Sexto, con lo cual, guardan rencor hacia él.
Todos estos recurrentes intentos desencadenan la verdadera tragedia del drama: Lucrecia es violada por Sexto. Ante esta catástrofe, Lucrecia se siente avergonzada a ojos de Colatino y se quita la vida. No fallece de manera explícita, en escena, sino que es relatado por uno de los personajes cómicos. Laureta narra lo ocurrido de una manera burlesca, intentado quizás quitarle peso dramático a la historia.
Deseo de venganza, Colatino lucha contra los tiranos. Se prepara la conjura del senado y la plebe, la cual atacarán durante la ceremonia de los matrimonios. No obstante, en el desarrollo, asaltan el templo y los Tarquinos consiguen huir. La zarzuela culmina con los tres matrimonios realizados como final feliz, típico en las representaciones musicales de esta época.

## Escenografía
En esta zarzuela se ambienta el escenario con espacios totalmente contrarios unos con otros, por ejemplo, incluye las mutaciones de selva, jardín y templo, los cuales son habituales en este género dramático-musical. Esta escenografía era lograda con los juegos de bastidores y telones pintados. Se incluye tres cuadros en su primera jornada en los que visualizamos al comienzo un espacio exótico, de selva, que más tarde se torna con los bastidores en un salón. No obstante, a veces el ambiente no se muestra del todo claro ya que en alguna ocasión comienza con la mutación de salón, después pasa a un jardín que se transforma en una selva y culmina con la aparición de un templo. Es muy evolutivo. Con estos cambios se proporciona la configuración definitiva de la zarzuela (debido a que las composiciones musicales van a tener protagonismo en estos cuadros ya mencionados).
Hay una gran variedad de escenas en los que se desarrollan las acciones convencionales en este tipo de representaciones: ceremonias, enfrentamientos, momentos de conmoción para el público (como la exhibición de un puñal por parte de uno de los personajes) y alguna parte más cómica y desenfadada. Se buscaba adaptarse al gusto del momento y conseguir los efectos dramáticos. En este tipo de obras existe una estrecha relación entre los elementos dramáticos y musicales.

## Estreno y reposiciones
Teniendo por seguro que fue el duque de Medinaceli quien encargó esta zarzuela,  podemos verificar según anotaciones encontrados en los manuscritos de la composición, que fue representado en el coliseo del noble mencionado. La partitura y libreto es el único testimonio conservado que nos puede indicar algún tipo de información, no obstante carece de muchos datos como la fecha de su estreno.
Se desconoce también, en suma a lo anterior, por qué el duque eligió a José de Nebra como compositor para este tipo de zarzuela, además de los detalles en la puesta en escena: los gastos de montaje, el vestuario suntuoso, entre otros.
En cuanto a reposiciones, en la obra encontramos piezas añadidas posteriormente (pues en ellas sí especifican un año concreto de publicación), con lo cual es muy probable que hubiera modificaciones realizadas por el mismo compositor. Estas composiciones que se representaban en coliseos privados normalmente se acababan cediendo a compañías teatrales para su uso posterior en otros escenarios. Es por ello que se puede llegar a la conclusión de que pudo haber habido varias reposiciones, aunque no hay documentos ni datos suficientes para sostener esta tesis.
Sin embargo, según datos encontrados en el Archivo Histórico de la Villa de Madrid, la compañía de San Miguel, el 3 de mayo de 1749 reestrenó Donde no hay violencia, no hay culpa. En este reestreno se incluyeron sainetes con música del propio José de Nebra.